# Gea subarmata
Gea subarmata là một loài nhện trong họ Araneidae.
Loài này thuộc chi Gea. Gea subarmata được Tord Tamerlan Teodor Thorell miêu tả năm 1890.